# El caçador de recompenses
Dead for a Dollar és una pel·lícula de thriller western nord-americà del 2022 escrita i dirigida per Walter Hill. És protagonitzada per Christoph Waltz, Willem Dafoe i Rachel Brosnahan. La trama segueix un caçador de recompenses (Waltz) en una recerca per trobar la dona desapareguda (Brosnahan) d'un empresari. Brandon Scott, Warren Burke, Benjamin Bratt i Hamish Linklater també la protagonitzen. Es va estrenar fora de competició al 79è Festival Internacional de Cinema de Venècia el 6 de setembre de 2022. Es va estrenar als Estats Units el 30 de setembre de 2022 per Quiver Distribution. S'ha doblat i subtitulat al català.

## Repartiment
- Christoph Waltz com a Max Borlund[2]
- Willem Dafoe com a Joe Cribbens[2]
- Rachel Brosnahan com a Rachel Kidd[3]
- Warren Burke as Sergeant Alonzo Poe[4]
- Brandon Scott com a Elijah Jones[4]
- Benjamin Bratt com a Tiberio Vargas[5]
- Luis Chavez com a Esteban Romero
- Hamish Linklater com a Martin Kidd[6]
- Fidel Gomez com el capità Aragon
- Guy Burnet com a English Bill[7]
- Alfredo Quiroz com el diputat Enrique Bustamonte
- Scott Peat com a Jack Tyree
- Jackamoe Buzzell com a Jack Hannon

## Producció
La pel·lícula es va anunciar al Marché du Film el juny de 2021. Marca el retorn de Waltz al gènere després de Django Unchained (2012) i el de Hill a la direcció després de The Assignment (2016). El rodatge va tenir lloc a Santa Fe, Nou Mèxic, del 24 d'agost al 21 de setembre de 2021. Aproximadament 80 membres de la tripulació, 20 membres principals del repartiment i 40 antecedents i extres de Nou Mèxic van treballar durant el rodatge.